# Філіп Янсі
Філіп Янсі (англ. Philip Yancey, 4 листопада 1949, Атланта, США) — американський християнський письменник. 
Тираж його книг, що були продані по усьому світу, сягнув п'ятнадцяти мільйонів, що зробило Філіпа Янсі одним з найбільш відомих євангельських авторів. Російською перекладені його книги «Де Бог, коли я страждаю?», «У пошуках невидимого Бога», «Розчарування в Бозі», «Що дивовижно в благодаті?», «Відголоски іншого світу», «Молитва. Чи здатна молитва змінити життя?», «Ти дивно влаштував мої нутрощі», «Ісус, котрого я не знав», «Біблія, яку читав Ісус».